# شدن (ترانه)
«شدن» (به انگلیسی: Becoming) تک‌آهنگی از گروه موسیقی موسیقی هوی متال پنترا است که در سال ۱۹۹۴ میلادی منتشر شد.